# Áo ngực có gọng

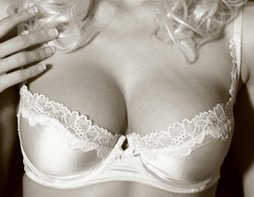
Một kiểu áo ngực có gọng

Áo ngực có gọng (tiếng Anh: underwire bra, under wire bra, under-wire bra hoặc underwired bra) là một loại áo lót sử dụng một vành mỏng hình bán nguyệt bằng vật liệu cứng, được lắp bên trong vải áo lót để giúp nâng, tách, định hình và nâng đỡ ngực của người phụ nữ. Gọng có thể được làm bằng kim loại, nhựa hoặc nhựa cây. Nó được may thành khung bao bọc ngực và nằm dưới mỗi cúp áo, từ giữa rốn đến phần dưới nách người mặc. Nhiều thiết kế áo lót khác nhau kết hợp gọng, bao gồm áo ngực có gọng, áo ngực demi, áo ngực cho con bú và các mặt hàng quần áo khác có tích hợp áo ngực, chẳng hạn như áo top, váy và đồ bơi.
Khái niệm về 'gọng' có thể bắt nguồn từ một bằng sáng chế vào năm 1893. Sáng chế đó mô tả một thiết bị nâng đỡ ngực sử dụng một vành cứng phía dưới ngực để tạo nên sự ổn định. Áo ngực có gọng hiện đại được thiết kế vào những năm 1930 và trở nên phổ biến rộng rãi vào những năm 1950. Tính đến năm 2005, áo ngực có gọng là phân khúc lớn nhất và phát triển nhanh nhất trên thị trường áo ngực. Áo ngực không có gọng được gọi là áo ngực cúp mềm.
Áo ngực có gọng đôi khi gây nên tình trạng đau ngực, viêm tuyến vú và dị ứng kim loại. Trong một số trường hợp hiếm hoi, phụ nữ mặc áo ngực có gọng phải chịu sự giám sát chặt chẽ hơn khi áo ngực của họ kích hoạt máy dò kim loại tại các trạm kiểm soát an ninh ở sân bay hoặc nhà tù. Một số trường hợp đã được ghi nhận về việc gọng áo làm chệch hướng một viên đạn hoặc làm chệch hướng vũ khí khác găm vào ngực người phụ nữ.

## Lịch sử

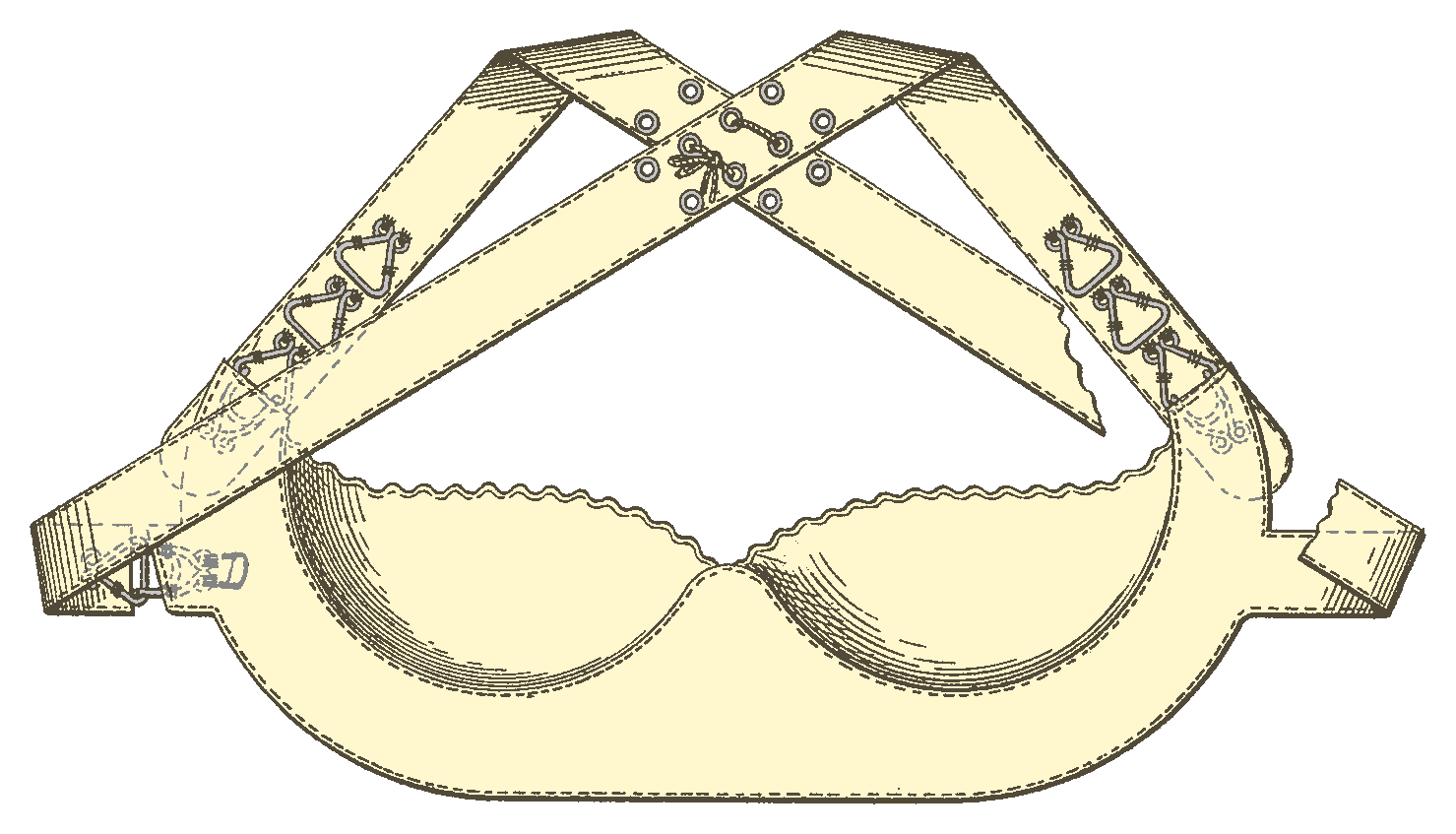
Áo ngực Marie Tucek

Kiểu áo tiền thân của áo ngực có gọng xuất hiện ít nhất vào khoảng năm 1893, khi một người dân New York tên là Marie Tucek được cấp bằng sáng chế "gọng nâng ngực" (breast supporter). Gọng nâng ngực được mô tả là một sản phẩm sửa đổi của áo ngực và rất giống với một chiếc áo lót nâng ngực hiện nay. Nó bao gồm một gọng kim loại, bìa cứng hoặc vật liệu cứng khác được tạo hình vừa khít với phần bên dưới bộ ngực, theo đường viền của ngực. Phần vật liệu cứng được bọc lại bằng lụa, vải hoặc vật liệu áo khác, và được may rộng ra lên phía bên trên gọng nâng ngực để tạo thành một chiếc túi mang cho mỗi bên ngực. Gọng nâng uốn cong quanh thân kéo dài đến gần nách, được giữ cố định và điều chỉnh sao cho vừa khít dây đeo vai vắt ngang lưng, tạo thành hình chữ X. Gọng được nối lại với nhau bằng chốt móc và mắt (móc cài áo lót).
Bắt đầu từ thập niên 1930, áo ngực có gọng nổi lên và thịnh hành ở Hoa Kỳ. Helene Pons đã được cấp bằng sáng chế vào năm 1931 cho thiết kế áo lót tích hợp một "vành rộng có đầu mở" (open-ended wire loop) nằm phẳng phiu trên ngực, bao quanh phần thân dưới và hai bên của mỗi bầu vú. Năm 1932, một bằng sáng chế có một vành nhỏ hình chữ U được sử dụng giữa hai bầu ngực để giữ hai bầu ngực tách rời nhau. Năm 1938, một bằng sáng chế được cấp cho Pauline Boris về một "gọng nâng ngực", sử dụng các vành bao quanh hoàn toàn mỗi bên ngực. Năm 1940, Walter Emmett Williams được cấp bằng sáng chế cho một khung dây, có hình dạng giống như mạng nhện, nâng ngực bằng cách bao quanh và che phủ từng bên ngực. Mặc dù sự phát triển của áo ngực có gọng bắt đầu từ những năm 1930, mãi cho đến thập niên 1950 sau khi Thế chiến thứ hai kết thúc và kim loại được sử dụng trong đời sống thông thường thì nó mới được phổ biến rộng rãi.
Vào thập niên 1940, Howard Hughes đã thiết kế một chiếc áo lót có gọng cho Jane Russell để làm nổi bật bộ ngực của cô trong bộ phim The Outlaw. Theo Russell, thiết bị "lố bịch" này gây đau đớn nên cô đã âm thầm mặc áo lót của bản thân trong suốt bộ phim. Chiếc áo lót do Howard Hughes thiết kế hiện đang trưng bày trong bảo tàng Hollywood.

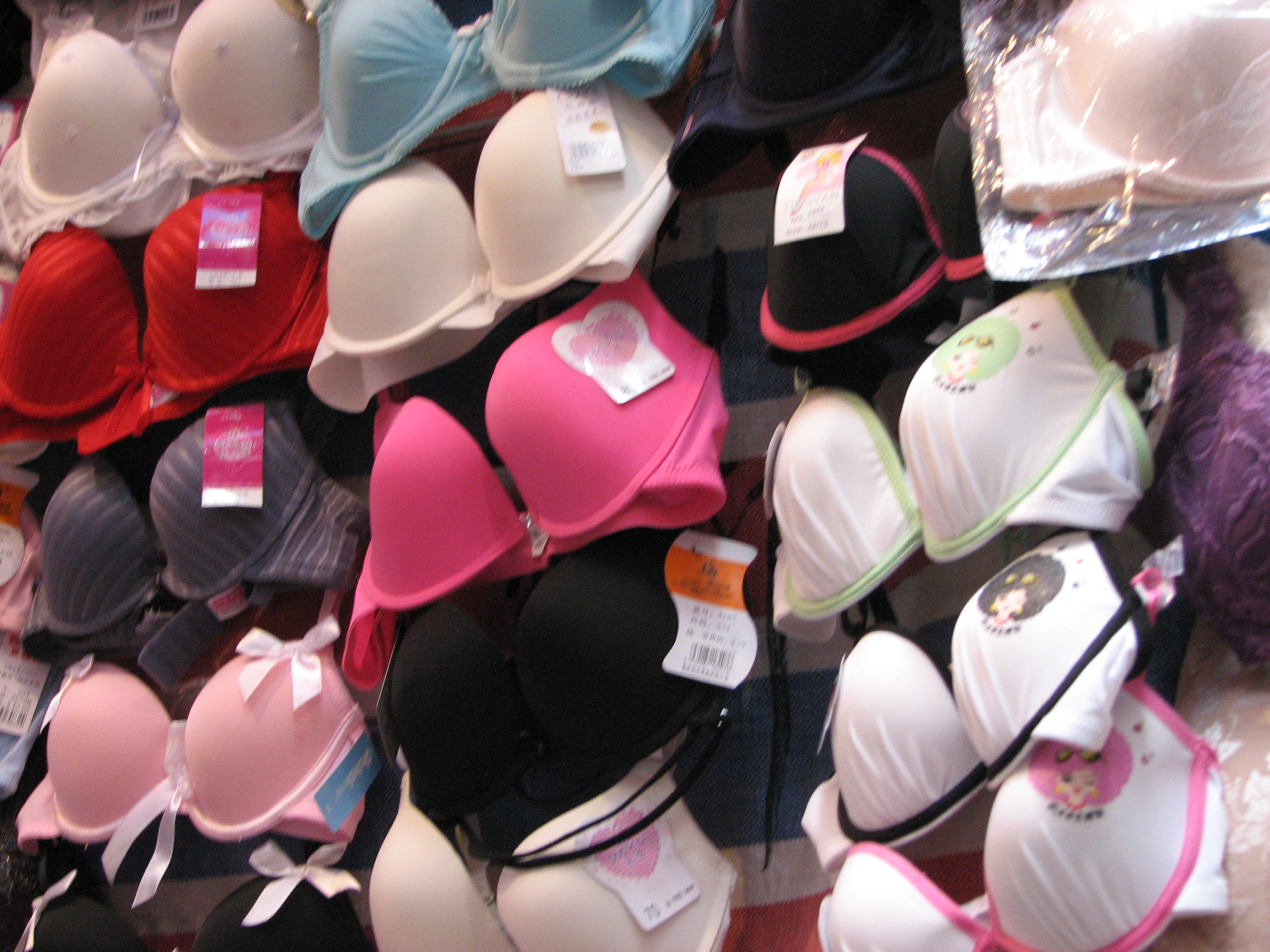
Sự đa dạng mẫu mã của áo ngực có gọng trong một cửa hàng bán lẻ.

Với sự phổ biến và sử dụng rộng rãi của áo ngực có gọng bắt đầu từ thập niên 1950, gọng đã được tích hợp vào nhiều thiết kế áo ngực và áo ngực có gọng được tích hợp vào các mặt hàng quần áo khác. Đến năm 1990, Norma Kamali đã tích hợp áo lót có gọng vào cả đồ bơi một mảnh và hai mảnh (bikini). Scott Lucretia đã được cấp bằng sáng chế cho một kiểu áo ngực có gọng lót vào năm 1989.
Tại Vương quốc Anh, áo ngực có gọng chiếm 60% thị trường áo ngực ở vào năm 2000 và 70% vào năm 2005. Năm 2001, tại Mỹ, 500 triệu chiếc áo ngực đã được bán ra, trong đó khoảng 70% (350 triệu) là áo ngực có gọng. Cho đến năm 2005, áo ngực có gọng là phân khúc phát triển nhanh nhất trên thị trường áo ngực.

## Cấu trúc

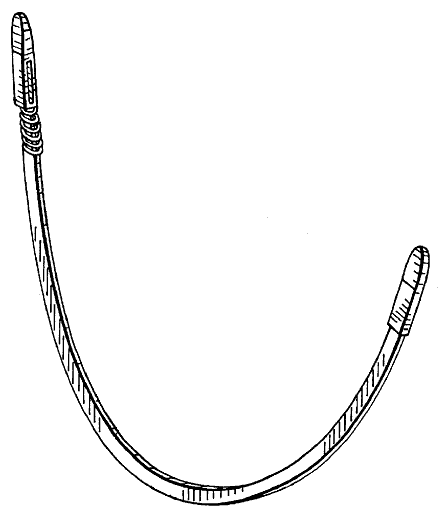
Thiết kế gọng trong bằng sáng chế của S & S Industries

Áo ngực có gọng được thiết kế với một "gọng dưới", "gọng áo ngực" hay "gọng" hình bán nguyệt được gắn vào viền dây bao quanh đáy và hai bên của mỗi cúp áo ngực. Một đầu hoặc một phần đầu của gọng áo nằm ở sát phần phía trước, ngay giữa áo ngực, đầu còn lại nằm sát lỗ khoét tay áo. Gọng có thể được làm bằng kim loại hoặc nhựa đúc; hầu hết là kim loại. Gọng nhựa chiếm thị phần rất nhỏ trên thị trường vì nó không cung cấp khả năng nâng đỡ ngực và không có độ cứng tương tự như gọng kim loại. Gọng kim loại là một vành kim loại mỏng, thường được bọc nylon ở cả hai đầu. Kim loại được dùng làm vành bao gồm thép và niken titan, một hợp kim có khả năng ghi nhớ hình dạng (shape-memory alloy). Theo nhà sản xuất gọng áo S & S Industries ở New York, nơi cung cấp gọng cho các nhà sản xuất áo ngực như Bali, Playtex, Vanity Fair, Victoria's Secret, Warner's và các nhãn hiệu áo ngực khác, khoảng 70% phụ nữ mặc áo ngực có gọng thép.
Do gọng áo có thể làm rách vải nên hầu hết phụ nữ đều giặt áo ngực có gọng bằng tay hoặc giặt bằng máy theo chế độ giặt nhẹ nhàng. Túi giặt áo ngực, thường là túi lưới có khóa kéo, cũng được dùng để bảo vệ áo ngực và ngăn gọng áo ngực tách ra khỏi áo ngực trong quá trình giặt bằng máy.

### Bằng sáng chế thế kỷ 21
Năm 2002, S & S Industries đã được cấp bằng sáng chế cho thiết kế gọng bao gồm một vành nhựa cong có lò xo ở một hoặc cả hai đầu. Lò xo được thiết kế để giữ cho gọng không tuột khỏi áo ngực. Năm 2008, Scott Dutton ở xứ Wales đã phát minh ra "Bra Angel", một thiết bị đơn giản để chỉnh lại áo ngực khi gọng tuột ra khỏi viền áo. Đây là một cái vòng chụp nhựa một đầu dùng đeo lên cổ, một đầu có ngạnh vừa khít với phần cuối của gọng áo, sau đó nhét chúng trở lại vào áo ngực trong khi vẫn giữ cố định gọng bằng ngạnh.

## Sức khỏe

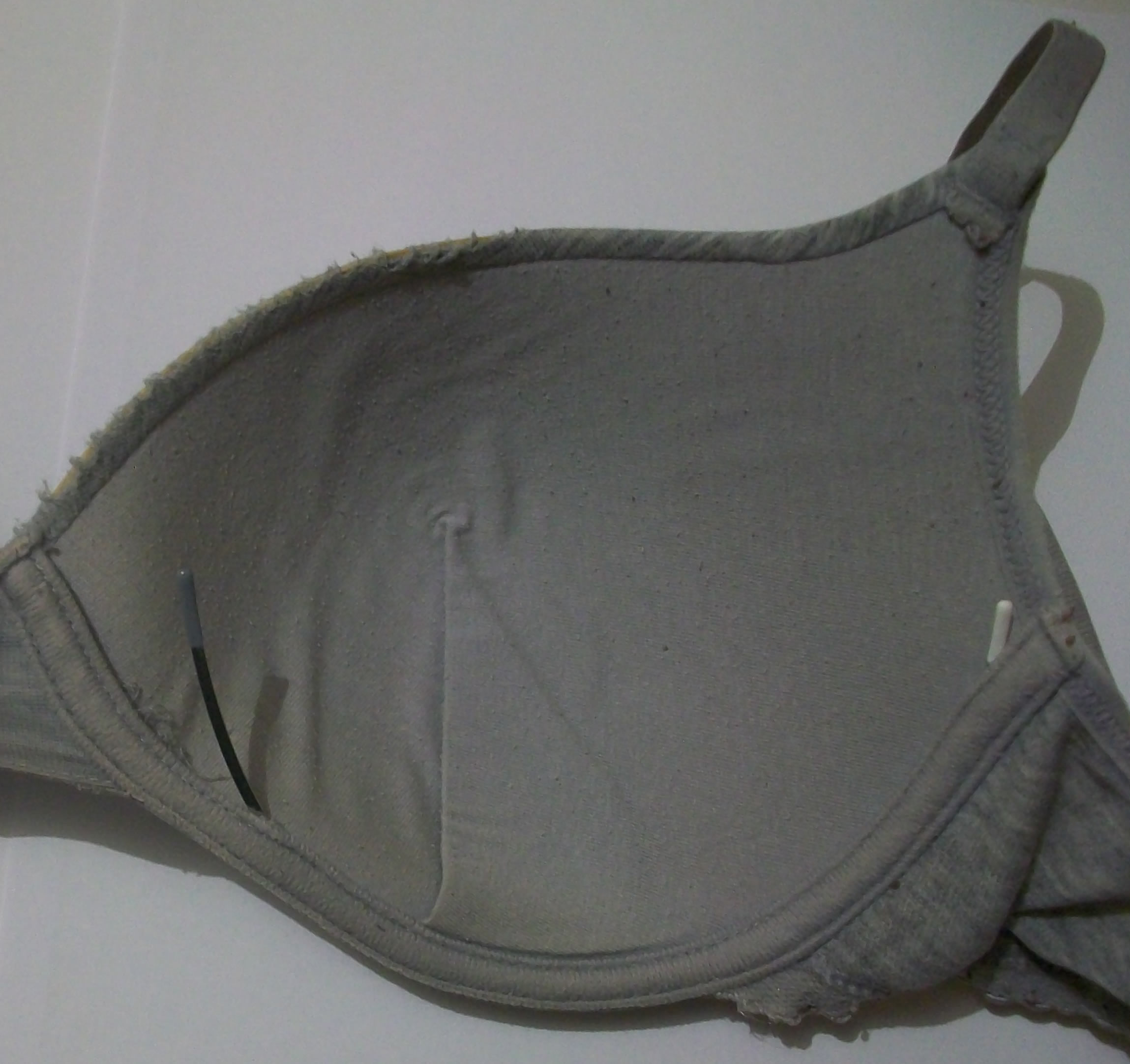
Gọng kim loại lòi ra từ chiếc áo ngực cũ

Áo ngực có gọng có thể chà xát và véo ngực, gây kích ứng da và đau ngực, dây áo ngực bị mòn có thể lòi ra khỏi vải và làm xước hoặc cắt da. Khi vải của áo ngực bị tưa để lộ phần gọng, da tiếp xúc với niken và các kim loại khác từ gọng có thể gây viêm da tiếp xúc ở một số phụ nữ.

### Ảnh hưởng đến tiết sữa
Áo ngực có gọng giống như các loại quần áo bó sát khác, chúng có thể góp phần gây tắc ống dẫn sữa ở người đang cho con bú. Kích cỡ bộ ngực dao động khi mang thai gây ra một vấn đề khác. Do áo lót có gọng rất cứng nên chúng không dễ dàng thích ứng với sự thay đổi về kích thước ngực, nên một chiếc áo ngực không vừa vặn sẽ không nâng đỡ ngực đúng cách, thậm chí có thể gây khó chịu cũng như đau đớn. Trong vài ngày sau khi phẫu thuật cắt bỏ vú, hoặc trong thời gian vú còn mềm nhũn, phụ nữ được khuyên không nên mặc áo lót có gọng.

### Sử dụng như máy khử rung tim
Việc sử dụng máy khử rung tim ngoài tự động trên bệnh nhân mặc áo ngực có gọng kim loại có thể gây bỏng, do đó người sử dụng máy trước tiên phải cởi áo ngực bệnh nhân. Trong mùa giải năm 2007 của chương trình truyền hình MythBusters, họ đã thử nghiệm khả năng bị bỏng do sử dụng máy khử rung tim trên một bệnh nhân đang mặc áo ngực có gọng và kết luận rằng mặc dù việc bỏng có thể xảy ra nhưng trừ khi dây kim loại bị lộ ra ngoài và bàn là phẳng của máy khử rung tim đặt quá gần với nó.

### Bệnh nhiệt đới
Một báo cáo y tế đã ghi nhận rằng việc mặc áo ngực có gọng ở vùng nhiệt đới, đặc biệt là Đông Phi, có thể dẫn đến bệnh Myosis ở vú do ruồi Tumbu (Cordylobia anthropophaga) gây ra. Trứng và ấu trùng của loài ruồi này bám vào quần áo, đặc biệt là dọc theo chiều dài gọng kim loại của áo ngực có gọng, và chúng chỉ có thể bị tiêu diệt bằng cách dùng nhiệt bàn ủi. Người ta hầu như không thể ủi được áo ngực có gọng truyền thống để đạt được nhiệt lượng cần thiết nhằm tiêu diệt ấu trùng bám dọc theo gọng áo.

## Vấn đề pháp lý
Cục Quản lý An ninh Vận tải Hoa Kỳ (TSA) khuyến cáo phụ nữ không nên mặc áo ngực có gọng vì chúng có thể kích hoạt máy dò kim loại. Hầu hết hành khách nữ mặc áo ngực có gọng đều không gặp phải bất kỳ vấn đề gì, điều này phụ thuộc vào chất liệu gọng áo của người mặc.

### An ninh giao thông
Vào Chủ nhật ngày 24 tháng 8 năm 2008, nhà làm phim Nancy Kates đã kích hoạt máy dò kim loại trong quá trình kiểm tra an ninh. Cô phản đối khi người đại diện cố gắng vỗ nhẹ vào ngực cô. Cô cho biết cô đã nói với người đại diện: "'Ông không thể coi tôi như một ả tội phạm chỉ vì tôi mặc áo lót được." ("'You can't treat me as a criminal for wearing a bra.") Một giám sát viên của TSA đã nói với cô rằng cô phải chấp nhận khám xét trong phòng riêng hoặc không được bay. Kates đề nghị cởi bỏ áo ngực ra và TSA đã chấp nhận. Cô vào nhà vệ sinh, cởi áo ngực rồi bước vào sân bay trong tình trạng không mặc áo ngực để kiểm tra an ninh. Cô cho biết một người giám sát đã nói với cô rằng áo ngực có gọng là nguyên nhân hàng đầu khiến máy dò kim loại báo động sai.
Vào tháng 8 năm 2010, Cathy Bossi – người sống sót sau căn bệnh ung thư, vốn là một tiếp viên hàng không đang làm nhiệm vụ của US Airways đi qua khu vực kiểm tra an ninh tại Sân bay quốc tế Charlotte Douglas trên đường tới chuyến bay tiếp theo của cô ấy. Do có liên quan đến yếu tố bức xạ nên cô miễn cưỡng đi qua máy quét toàn thân. Cô nói: "Nhân viên an ninh TSA bảo tôi đặt giấy ID (giấy tờ tùy thân) lên phía sau lưng của tôi", "Khi tôi ra khỏi khu vực máy quét, người đại diện của họ nói rằng do vấn đề giấy ID nên tôi phải đến khu vực kiểm tra cá nhân." Thời gian kiểm tra đó cô mô tả lại rằng đó là một cuộc khám xét có tính "hung hăng", nhân viên kiểm tra an ninh đã buộc cô phải tháo rời và cho họ xem bộ ngực giả của cô. Hành động của các đặc vụ này đã vi phạm nguyên tắc của TSA, trong đó nêu rõ rằng các đặc vụ không cần chạm vào hoặc kiểm tra bộ phận giả đã được phẫu thuật cắt bỏ vú.
Vào tháng 10 năm 2010, một nhân viên của CNN là Rosemary Fitzpatrick đã bị khám xét cá nhân sau khi chiếc áo ngực có gọng của cô kích hoạt máy dò kim loại. Nhân viên an ninh TSA đã áp dụng một phương pháp "kiểm tra trượt tay" ("hand-sliding inspection"), trong đó người này "lướt tay quanh ngực, trên bụng, mông và đùi trong, và thậm chí chạm vào những vùng kín nhất của cô." Fitzpatrick cho biết cô đã khóc khi trải qua quá trình đó. "Tôi cảm thấy bất lực, tôi cảm thấy bị xâm phạm và bị sỉ nhục."
Để phản hồi các vấn nạn này, Triumph International, một công ty Thụy Sĩ, đã tung ra "Frequent Flyer Bra" ("Áo ngực bay thường xuyên") vào cuối năm 2001. Chiếc áo ngực này sử dụng móc cài không phải kim loại và dây gọng làm bằng nhựa thay vì kim loại để đảm bảo không kích hoạt máy dò kim loại. Loại áo ngực này không phân phối ở Hoa Kỳ. Đến năm 2004, một phát ngôn viên của Canada đặt câu hỏi không biết liệu chúng có còn được sản xuất hay không.

### Quy định tại cơ sở cải tạo
Một số cơ sở cải tạo tù nhân, như Nhà tù Bang San Quentin, yêu cầu người thăm viếng tù nhân phải tháo áo ngực và gỡ gọng áo hoặc tạm thời sử dụng áo ngực cúp mềm do tổ chức cung cấp trước khi được phép vào thăm tù nhân. Điều này dẫn đến kết quả những người thăm tù nhân có thể bối rối và sửng sốt. Các cơ sở khác yêu cầu phụ nữ cởi áo ngực có gọng trong nhà vệ sinh, đi qua máy dò kim loại và quay lại nhà vệ sinh để mặc lại áo ngực.
Vào tháng 6 năm 2010, luật sư Britney Horstman đã bị cấm đến thăm thân chủ của cô tại Trung tâm giam giữ Liên bang ở Miami, Florida khi chiếc áo ngực có gọng của cô kích hoạt máy dò kim loại. Mặc dù cô đã nhắc nhở những người bảo vệ về một bản ghi nhớ của trung tâm giam giữ cho phép các nữ luật sư mặc áo ngực có gọng khi đến thăm tù nhân thân chủ, nhưng các bảo vệ đã từ chối cho cô vào. Bản ghi nhớ đó tồn tại là kết quả của một thỏa thuận được thương lượng bởi Văn phòng Luật sư công Liên bang, cơ quan đại diện cho các tù nhân bị giam giữ tại nhà tù này trước khi xét xử. Thỏa thuận đó cho phép nữ luật sư vào thăm tù nhân nếu áo ngực có gọng của nữ luật sư đó bị máy dò kim loại phát hiện. Horstman cởi áo ngực trong nhà vệ sinh và quay lại trạm kiểm soát an ninh trong tình trạng không mặc áo ngực, nhưng sau đó lại bị từ chối vì không đáp ứng quy định về trang phục của cơ sở. Horstman trước đó đã mặc áo ngực có gọng vào nhà tù mà không gặp vấn đề gì. Sau đó, quản giáo Linda McGrew hứa rằng vụ việc sẽ không xảy ra lần nữa.

## Tai nạn và tấn công
Gọng áo ngực trong một số trường hợp đã giúp làm chệch hướng đạn hoặc các vật thể khác, cứu sống người mặc chúng.
Năm 1996, một cô gái bị đâm vào lan can, theo nhân viên bệnh viện thì gọng áo ngực có lẽ đã cứu sống cô gái đó bằng cách làm chệch hướng của vật có mũi nhọn đâm vào vùng tim của cô. Đã có nhiều trường hợp đạn bắn ra bị làm chệch hướng bởi gọng áo ngực phụ nữ, hoặc làm chuyển hướng vị trí viên đạn khỏi tim, nhờ vậy giúp họ không bị tổn hại hoàn toàn. Vào năm 2004, một sự cố như vậy xảy ra khi một thành viên của Ghetto Boys bắn phát súng trúng vào gọng kim loại hẹp trong áo ngực của Helen Kelly, kết quả là viên đạn bay lạc chệch khỏi tim cô. Năm 2008, trong một vụ cướp, một nạn nhân nữ đã thoát chết dù bị kẻ tấn công đâm vào ngực do con dao của hắn bị mắc vào gọng áo ngực của nạn nhân.